# Municipio de Knox (condado de Jefferson, Pensilvania)
El municipio de Knox (en inglés: Knox Township) es un municipio ubicado en el condado de Jefferson en el estado estadounidense de Pensilvania. En el año 2000 tenía una población de 1.056 habitantes y una densidad poblacional de 13.1 personas por km².

## Geografía
El municipio de Knox se encuentra ubicado en las coordenadas 41°05′00″N 78°58′59″O / 41.08333, -78.98306.

## Demografía
Según la Oficina del Censo en 2000 los ingresos medios por hogar en la localidad eran de $31,484 y los ingresos medios por familia eran de $36,250. Los hombres tenían unos ingresos medios de $29,922 frente a los $17,031 para las mujeres. La renta per cápita de la localidad era de $15,040. Alrededor del 7,9% de la población estaba por debajo del umbral de pobreza.